# Tom Dewispelaere
 (juillet 2016).
Si vous disposez d'ouvrages ou d'articles de référence ou si vous connaissez des sites web de qualité traitant du thème abordé ici, merci de compléter l'article en donnant les références utiles à sa vérifiabilité et en les liant à la section « Notes et références ».
Tom Dewispelaere, né le 10 octobre 1976 à Lierre (Belgique), est un acteur belge d'expression flamande, connu pour ses rôles dans les séries télévisées De Parelvissers et Van vlees en bloed.

## Filmographie partielle

### Au cinéma
- 1997 : Striker Bob : Bob
- 2007 : Hartslagen : le père
- 2008 : Left Bank (Linkeroever) : Dirk
- 2010 : Frits et Freddy : Patrick Somers
- 2011 : Germaine (Groenten uit Balen) : Kris
- 2013 : Borgman : Pascal
- 2013 : Hunker : Yannick
- 2015 : La Peau de Bax (Schneider vs. Bax) : Schneider

## Au théâtre
- 2004 : mise en scène de Luk Perceval pour le Festival d'Avignon (Pyrrhus)